# Peynier
Pour les articles homonymes, voir Peynier (homonymie).
Peynier est une commune française située dans le département des Bouches-du-Rhône en région Provence-Alpes-Côte d'Azur.

## Géographie

### Localisation
| Fuveau    | Rousset         | Trets |
| Fuveau    | Peynier         | Trets |
| Belcodène | La Bouilladisse | Trets |

La commune s'étend de la plaine de l'Arc aux pentes du massif du Regagnas. Le village se trouve sur l'une des premières collines du massif. La plaine est riche en terres agricoles, où on trouve aujourd'hui des champs de vignes, de blé, de maïs, de melons, de courges… Autour du village, la culture de l'olivier tend à se développer depuis quelques années. Des vergers et quelques champs de lavande existent également. Dans la campagne, on peut encore voir de nombreux amandiers et mûriers, qui étaient autrefois exploités. Les massifs forestiers sont répartis essentiellement dans les deux tiers sud de la commune. La pinède (pin d'Alep) y est très importante, tout comme la chênaie (chêne blanc essentiellement, et parfois du chêne vert) et la garrigue dans les zones incendiées il y a quelques années (chêne kermès, argelas, ciste, etc.). On trouve aussi de nombreux arbousiers, ainsi que des érables.

### Voies de communication et transports
La commune est traversée par deux axes routiers : la D 6 d'est en ouest, et la D 908 (appelé route du Jaillet) du nord-est au sud-ouest en direction de Marseille. La voie ferrée Gardanne - Carnoules est désaffectée depuis plusieurs dizaines d'années.
La zone d'activité du Verdalaï, au nord-ouest de la commune, faisant partie de la zone industrielle et d'activité commerciale de Fuveau-Peynier-Rousset, génère des emplois.

### Géologie
Le sol est essentiellement constitué de calcaire du Crétacé (Bégudien, Fuvélien, Valdonnien et Santonien) et du Jurassique (Portlandien dans le secteur du Regagnas). La plaine de l'Arc est constituée d'alluvions modernes charriées par le fleuve. Le sous-sol a permis l'apparition de plusieurs exploitations au cours du temps. Le fer du Regagnas a été exploité par les Celtes (une ancienne mine se trouve dans le vallat du Fer à Cheval sur la commune de Trets mais les affleurements sont nombreux dans les quartiers de la Plaine de Catalan et du vallon de l'Homme Mort). Le jayet et le charbon ont été exploités dès le XVIIIe siècle à environ 1,5 km au sud-ouest du village. Le substrat calcaire a aussi favorisé la production de chaux et de ciment. Il semblerait également que des fours à plâtre aient fonctionné au nord de la commune, au lieu-dit les Gypières. Au quartier du Puits de Guirand, l'existence d'une tuilière est attestée à la fin du Moyen Âge, preuve de l'exploitation de certains bancs d'argile. Plusieurs carrières existent aussi sur la commune. La plus importante est celle de Bouteille, à ciel ouvert, qui avait servi à alimenter les fours à ciment. D'autres carrières souterraines avaient été exploitées dans le même but. Près du Jas de la Plaine, une carrière de pierres froides a fourni au XIXe siècle des pierres pour le chantier de construction du palais de justice d'Aix-en-Provence. Enfin, à la Garenne, on peut voir également les traces d'une exploitation ancienne de safre (grès local de couleur ocre, de qualité médiocre). Sur les bords de l'Arc, des bancs de sable ont également été exploités.

### Hydrographie
Au nord, le fleuve de l'Arc forme une frontière naturelle avec la commune de Rousset. Il prend sa source sur la commune de Pourcieux (Var), dans les monts Auréliens, et s'étire sur plus de 80 km pour se jeter ensuite dans l'étang de Berre.
Plusieurs affluents de l'Arc traversent la commune. Les plus importants sont les ruisseaux de la Foux et du Verdalaï. La Foux est formée de plusieurs autres ruisseaux : la Badarusse, le vallat de Branguier et le Garafari (ou vallat du Puits de Lauris). De même, le Verdalaï reçoit les eaux du vallat de Tourenne. Il faut aussi mentionner le vallat de l'Audiguier, également appelé ruisseau du Vignon ou des Prés Longs, et le vallon de l'Auriguesse, qui porte aussi les noms de vallat de Genouillet, de Bourégy ou du Fer à Cheval. Par endroits, il marque la limite avec la commune de Trets.

### Climat
Pour des articles plus généraux, voir Climat de Provence-Alpes-Côte d'Azur et Climat des Bouches-du-Rhône.

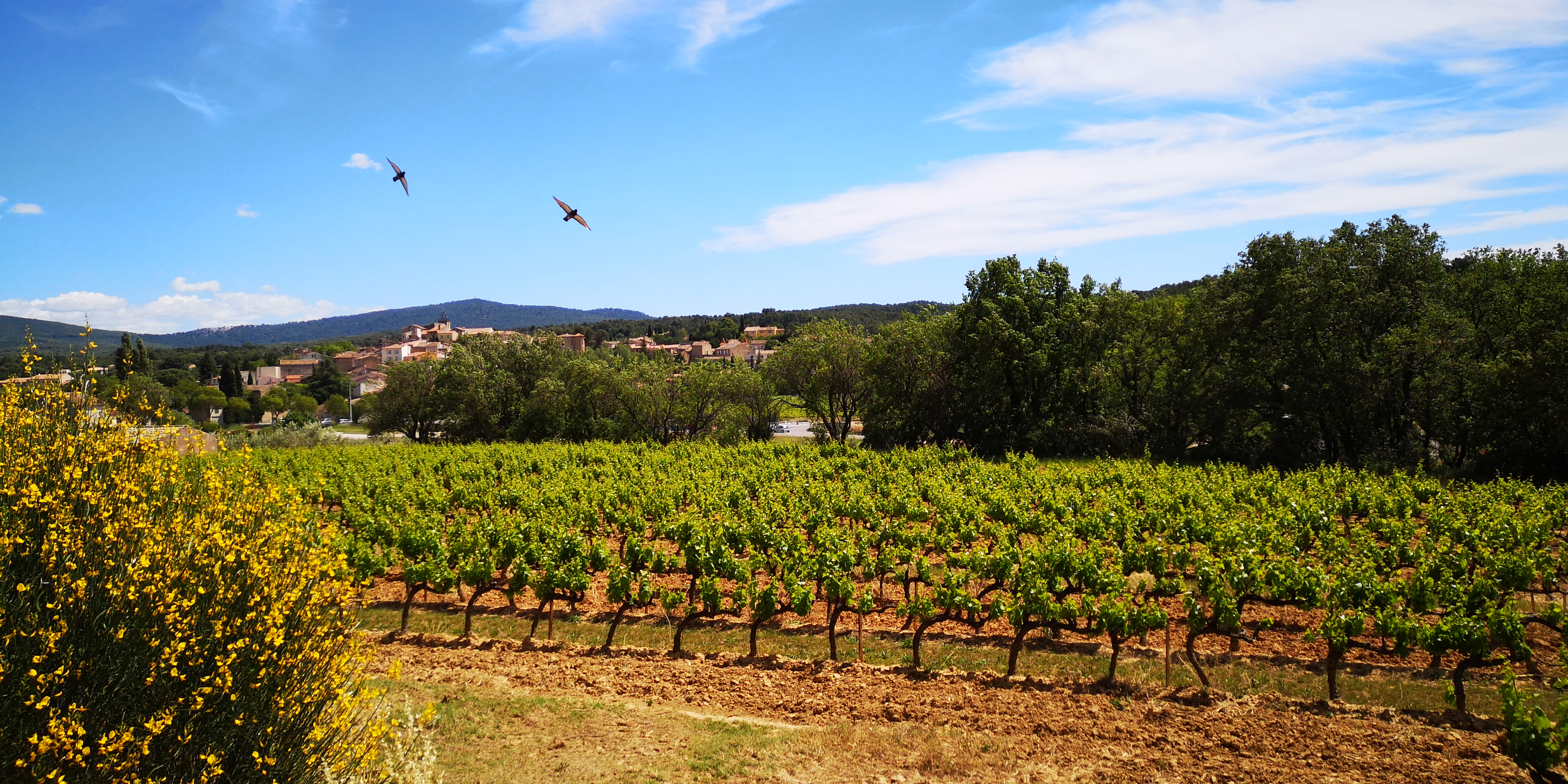
Vignes et village de Peynier.

En 2010, le climat de la commune est de type climat méditerranéen franc, selon une étude du Centre national de la recherche scientifique s'appuyant sur une série de données couvrant la période 1971-2000. En 2020, Météo-France publie une typologie des climats de la France métropolitaine dans laquelle la commune est exposée à un climat méditerranéen et est dans la région climatique Provence, Languedoc-Roussillon, caractérisée par une pluviométrie faible en été, un très bon ensoleillement (2 600 h/an), un été chaud (21,5 °C), un air très sec en été, sec en toutes saisons, des vents forts (fréquence de 40 à 50 % de vents > 5 m/s) et peu de brouillards.
Pour la période 1971-2000, la température annuelle moyenne est de 13,6 °C, avec une amplitude thermique annuelle de 15,8 °C. Le cumul annuel moyen de précipitations est de 686 mm, avec 5,6 jours de précipitations en janvier et 2,1 jours en juillet. Pour la période 1991-2020, la température moyenne annuelle observée sur la station météorologique de Météo-France la plus proche, « Trets », sur la commune de Trets à 3 km à vol d'oiseau, est de 14,1 °C et le cumul annuel moyen de précipitations est de 667,7 mm. 
La température maximale relevée sur cette station est de 44 °C, atteinte le 28 juin 2019 ; la température minimale est de −13 °C, atteinte le 11 février 2012,,.
| Mois                                  | jan.          | fév.          | mars          | avril           | mai             | juin         | jui.           | août           | sep.           | oct.            | nov.            | déc.          | année    |
| ------------------------------------- | ------------- | ------------- | ------------- | --------------- | --------------- | ------------ | -------------- | -------------- | -------------- | --------------- | --------------- | ------------- | -------- |
| Température minimale moyenne (°C)     | 0,9           | 0,7           | 3,2           | 5,8             | 9,4             | 12,8         | 14,9           | 15             | 12             | 9,2             | 4,8             | 1,7           | 7,5      |
| Température moyenne (°C)              | 6,1           | 6,6           | 9,7           | 12,3            | 16,4            | 20,5         | 23,2           | 23,2           | 19,1           | 15              | 9,9             | 6,7           | 14,1     |
| Température maximale moyenne (°C)     | 11,4          | 12,5          | 16,1          | 18,9            | 23,4            | 28,1         | 31,4           | 31,4           | 26,1           | 20,8            | 15,1            | 11,8          | 20,6     |
| Record de froid (°C) date du record   | −9,7 29.01.05 | −13 11.02.12  | −9,4 02.03.05 | −3,9 22.04.1991 | −0,7 18.05.1991 | 2,7 01.06.06 | 5,7 02.07.1991 | 5,8 30.08.1989 | 1,5 29.09.1993 | −6,2 30.10.1997 | −9 23.11.1998   | −10 30.12.05  | −13 2012 |
| Record de chaleur (°C) date du record | 21 28.01.08   | 23,7 27.02.19 | 25,4 30.03.12 | 28,5 29.04.05   | 34,2 22.05.22   | 44 28.06.19  | 39,7 21.07.22  | 41,4 23.08.23  | 35,2 03.09.16  | 33,1 08.10.23   | 23,8 06.11.1992 | 22,6 30.12.21 | 44 2019  |
| Précipitations (mm)                   | 67            | 42,8          | 44,3          | 67,5            | 50,7            | 38,6         | 19,7           | 30,2           | 75,9           | 79,9            | 91,7            | 59,4          | 667,7    |

| Diagramme climatique                                  |             |             |             |             |              |              |            |            |             |             |             |
| J                                                     | F           | M           | A           | M           | J            | J            | A          | S          | O           | N           | D           |
| 11,40,967                                             | 12,50,742,8 | 16,13,244,3 | 18,95,867,5 | 23,49,450,7 | 28,112,838,6 | 31,414,919,7 | 31,41530,2 | 26,11275,9 | 20,89,279,9 | 15,14,891,7 | 11,81,759,4 |
| Moyennes : • Temp. maxi et mini °C • Précipitation mm |             |             |             |             |              |              |            |            |             |             |             |

Les paramètres climatiques de la commune ont été estimés pour le milieu du siècle (2041-2070) selon différents scénarios d'émission de gaz à effet de serre à partir des nouvelles projections climatiques de référence DRIAS-2020. Ils sont consultables sur un site dédié publié par Météo-France en novembre 2022.

## Urbanisme

### Typologie
Au 1er janvier 2024, Peynier est catégorisée bourg rural, selon la nouvelle grille communale de densité à 7 niveaux définie par l'Insee en 2022.
Elle appartient à l'unité urbaine de Marseille-Aix-en-Provence, une agglomération inter-départementale dont elle est une commune de la banlieue,. Par ailleurs la commune fait partie de l'aire d'attraction de Marseille - Aix-en-Provence, dont elle est une commune de la couronne,. Cette aire, qui regroupe 115 communes, est catégorisée dans les aires de 700 000 habitants ou plus (hors Paris),.

### Occupation des sols
L'occupation des sols de la commune, telle qu'elle ressort de la base de données européenne d’occupation biophysique des sols Corine Land Cover (CLC), est marquée par l'importance des forêts et milieux semi-naturels (65,6 % en 2018), une proportion sensiblement équivalente à celle de 1990 (65,5 %). La répartition détaillée en 2018 est la suivante : 
forêts (54,8 %), zones agricoles hétérogènes (20,3 %), milieux à végétation arbustive et/ou herbacée (10,8 %), terres arables (5 %), zones urbanisées (4,7 %), cultures permanentes (2,6 %), zones industrielles ou commerciales et réseaux de communication (1,6 %), espaces verts artificialisés, non agricoles (0,2 %). L'évolution de l’occupation des sols de la commune et de ses infrastructures peut être observée sur les différentes représentations cartographiques du territoire : la carte de Cassini (XVIIIe siècle), la carte d'état-major (1820-1866) et les cartes ou photos aériennes de l'IGN pour la période actuelle (1950 à aujourd'hui).

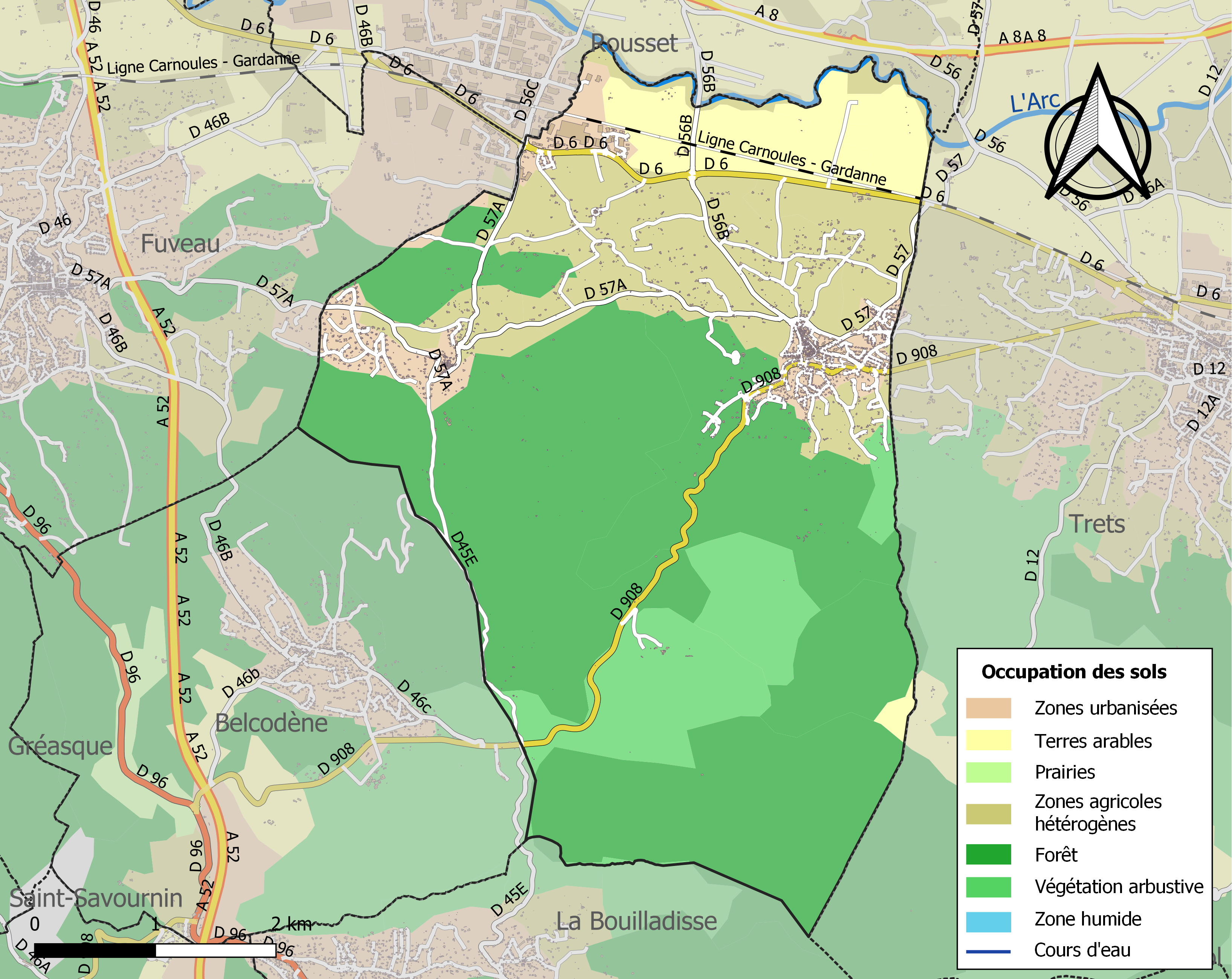
Carte des infrastructures et de l'occupation des sols de la commune en 2018 (CLC).

## Toponymie
Le nom de Peynier apparaît aux alentours de l'an mil. On trouve d'abord Puio Neroni en 1008, Podio Nigro durant tout le XIe siècle, et Podionerio à la fin du Moyen Âge. Le nom signifie « Colline Noire ». Au cours de l'époque moderne, on trouve également l'orthographe Peinier.

### microtoponymie
cuque : cuque signifie colline, butte, sommet arrondi.  racine indo-européenne : kŭk(k)- / °kūk(k)-, hauteur arrondie.

## Histoire

### Préhistoire
Les premières traces d'occupation humaine sur la commune de Peynier remontent à la période préhistorique. Plusieurs stations du Néolithique moyen, de la période dite du Chasséen de Trets (4500-3500 av. J.-C.) ont été repérées dans la partie nord de la commune, notamment à la Treille, au Bâtard.
À la fin de l'âge du bronze, et au début de l'âge du fer (IXe – VIIe siècle av. J.-C.), des populations celtes (improprement appelées celto-ligures) établissent une nécropole d'une trentaine de tumuli au sud de la commune, entre la Sérignane et le vallon de l'Homme Mort (nécropole fouillée au début du XXe siècle par H. de Gérin-Ricard, et par la SERHVA. ces dernières années). Sur le territoire de la commune, il n'existe aucun oppidum, sorte de castellas ou camp ceinturé de murs larges de 2 m environ et hauts de 2 à 3 m (peut-être surmontés de pieux en bois). L'un de ces oppida, typique de l'occupation humaine dans le Midi de la France au VIe siècle, se trouve à quelques centaines de mètres à vol d'oiseau des derniers tumuli du vallon de l'Homme Mort, sur la commune de Belcodène.
Au début de l'âge du fer, les hommes qui ont construit les tumuli ont probablement travaillé le fer. De nombreuses scories de minerai se trouvent à proximité ou dans les tumuli, et des affleurements sont présents dans tout le massif du Regagnas. À une époque encore indéterminée, une mine de fer a été exploitée dans le vallat du Fer à Cheval, à Trets, non loin des tumuli. Mais aucun four n'a jamais été trouvé dans la vallée de l'Arc.

### Antiquité
La conquête romaine a lieu au IIe siècle av. J.-C. avec la destruction de l’oppidum d'Entremont et la fondation d'Aquae Sextiae par Sextius Calvinus en 124 av. J.-C. Vingt ans plus tard, en 102, le consul Marius arrête les Cimbres, les Ambrons et les Teutons dans la plaine de Trets-Pourrières, sur les bords du fleuve Caenus (l'Arc, ou Laris). Ces populations, qui se dirigeaient vers l'Italie du Nord par centaines de milliers, sont massacrées par l'armée romaine, alliée aux Grecs de Massalia (Marseille) et aux Celtes locaux.
La civilisation gallo-romaine se développe alors dans la vallée, notamment grâce à la via Aurelia, reliant Rome à la province de la Gaule Narbonnaise. De nombreuses villae s'établissent dans la campagne. On en connait plusieurs à Peynier : à Saint-Jean, la Grande-Bastide, Branguier, Saint-Victor, Saint-Pierre.
Quelques établissements sont connus pour la fin de l'Antiquité (IVe et Ve siècles apr. J.-C.), notamment à Saint-Victor et Saint-Jean, où une borne de pagus (limite de domaine) avait été retrouvée[réf. nécessaire].

### Moyen Âge
Au Moyen Âge, Peynier fait partie des possessions des vicomtes de Marseille. En 950, Arlulf de Marseille reçoit du roi Conrad III de Bourgogne (937-993) tout le val de Trets. Puis ses descendants, devenus vicomtes de Marseille, se constituent un immense domaine comprenant 21 communautés différentes, entre Sainte-Victoire et la Méditerranée. Très vite, durant le XIe siècle, les vicomtes de Marseille cèdent une partie de leur domaine de Peynier à la puissante abbaye Saint-Victor de Marseille. C'est à cette époque que sont construites les « Trois Sœurs peyniérennes » : l'église paroissiale Saint-Julien, et les chapelles Saint-Pierre et Saint-Victor (laquelle est aujourd'hui détruite). Toutes trois sont citées dans les biens de l'abbaye dès la fin du XIe siècle.
C'est au XIIe ou au XIIIe siècle que les premières fortifications sont construites. Elles protègent les habitations, mais aussi le prieuré de Saint-Julien et le donjon. Puis au XIVe siècle un nouveau rempart est bâti, du fait des temps troublés (épidémies, guerres…). Peynier est alors un des villages les plus peuplés de la vallée. Les habitants des villages alentour, notamment Rousset, viennent même s'y réfugier à l'abri des fortifications.
Le 1er janvier 1347, les coseigneurs de Peynier, Guillaume de Marseille (descendant des vicomtes), Hugues de Fuveau (seigneur de Castellar et de Fuveau), Guillaume de Peynier, le prieur de Saint-Victor Guillaume d'Aiguevive, Isnard Périer, Geoffroy de Tourves et Aimeric Columbier accordent à la communauté des habitants une série de privilèges et de droits, réunis dans les Statuts communaux. À cette époque, il existe donc déjà une institution régissant la vie communale.
À la fin du Moyen Âge, la culture principale de Peynier est le blé. Les habitants en fournissent beaucoup au studium papal de Trets entre 1364 et 1365. Ils produisent aussi des noix, amandes, pois chiches...
En 1463, le roi René d'Anjou, comte de Provence, donne une partie de la terre de Peynier à son conseiller et ami Michel Matheron. Déjà en 1411, le comte Louis II avait donné Peynier à Jean de Sabran, seigneur de Puyloubier. Mais la terre était revenue aux comtes. Son fils Jean Matheron de Salignac lui succède, puis le fils de Jean; René, filleul du roi René, succède à son père et rachète la part des derniers descendants des vicomtes. À la fin du XVIe siècle, l'abbaye de Saint-Victor vend ses droits à Honorade Matheron. Il ne reste alors que deux familles de coseigneurs : les Matheron et les Durand (ou Duranti), lesquels sont conseillers au Parlement en Provence, et sont apparentés aux seigneurs de Fuveau. Ils gardent leur part de coseigneurie jusqu'à la fin du XVIIe siècle.

### Temps modernes
C'est à la fin du XVe siècle et au début du XVIe que nait le hameau des Michels, qui est alors une simple bastide. En 1487, Louis Michel, originaire du village d'Auriol, est propriétaire de nombreuses terres à l'ouest de la commune, aux lieux-dits "le Défens" et "le Pas des Charboniers", non loin du chemin de Fuveau. Ses descendants restent propriétaires de ce domaine et l'agrandissent. Au XVIe siècle, on trouve pour la première fois une mention d'une bastide, dite "des Michels". Les anciens lieux-dits disparaissent alors au profit de cette appellation. Par la suite, aux XVIIe et XVIIIe siècles, la famille Michel s'agrandit et se divise en plusieurs branches qui restent dans cette bastide, construisant de nouvelles dépendances. C'est au moment de la Révolution française que l'on voit apparaitre pour la première fois la dénomination "hameau des Michels".
Les guerres de religion n'épargnent pas Peynier. Durant la seconde moitié du XVIe siècle, la communauté répare régulièrement les remparts, entretient une garde et fournit des vivres aux troupes qui stationnent dans le village. Dans la nuit du 20 au 21 juillet 1590, les ligueurs et les royaux s'affrontent près de Peynier. Ce sont deux armées de 100 soldats chacune qui se rencontrent[réf. obsolète][réf. incomplète]. C'est aussi à cette époque que la rivalité entre Peynier et Trets semble se durcir. Des procès ont lieu, notamment à propos de la limite des deux terroirs. En 1565, après une tentative de récupération d'une grande partie du terroir de Peynier, la communauté de Trets perd un premier procès. En 1619, Peynier est cependant amputé de près de 20 % de son territoire.
À la fin du XVIIe siècle, la famille des Thomassin prend possession de la totalité de la seigneurie. Alexandre II de Thomassin prend alors le nom de Thomassin de Peynier et, à sa mort, il choisit de se faire enterrer dans la chapelle Saint-Joseph de l'église paroissiale. En 1722, son petit-fils Louis de Thomassin (1705-1794) de Peynier prend possession de la seigneurie à l'âge de 17 ans. Il reste seigneur de Peynier jusqu'en 1789, pendant 67 ans. Conseiller au Parlement de Provence en 1724, il devient Président à mortier en 1742. L'année suivante, il devient marquis de Peynier. En 1763, il est nommé par Louis XV intendant de justice, police, finances, marine et guerre à la Guadeloupe. Deux ans plus tard, il est nommé Intendant des Isles sous le Vent, et s'installe en Martinique, bien que son autorité s'étende encore sur la Guadeloupe. Puis entre 1771 et 1775, il retourne à la Guadeloupe. Il revient ensuite en France, avant de repartir pour de nouveau en Martinique jusqu'en 1785, toujours comme intendant. Il participe alors à l'organisation logistique de la guerre d'indépendance des États-Unis.
Louis de Thomassin a eu de nombreux enfants, dont Jean-Luc (1727-1807) et Antoine (1731-1809). Jean-Luc de Thomassin, devenu conseiller puis Président au Parlement, achète en 1769 la baronnie de Trets. Antoine de Thomassin de Peinier, comte de Peynier, accomplit quant à lui une brillante carrière dans la marine française. Il participe à la guerre de Succession d'Autriche, à la guerre de Sept Ans et à la guerre d'indépendance des États-Unis, durant laquelle il remporte plusieurs victoires sur les Anglais dans l'océan Indien, ce qui lui vaut d'être admis dans l'ordre de Cincinnati, alors qu'il était déjà commandeur de Saint-Louis. De 1789 à 1790, il est gouverneur de Saint-Domingue. Durant cette période, il est confronté à la rébellion de l'assemblée de Saint-Marc, composée des colons blancs colonialistes et esclavagistes.

### Révolution française
Peu avant la Révolution française de 1789, l’agitation monte. Outre les problèmes fiscaux présents depuis plusieurs années, la récolte de 1788 avait été mauvaise et l’hiver 1788-1789 très froid. L’élection des États généraux de 1789 avait été préparée par celles des États de Provence de 1788 et de janvier 1789, ce qui avait contribué à faire ressortir les oppositions politiques de classe et à provoquer une certaine agitation. C’est au moment de la rédaction des cahiers de doléances, fin mars, qu’une vague insurrectionnelle secoue la Provence, et une émeute se produit à Peynier. Le 26 mars, un groupe de paysans et d’ouvriers savonniers, peut être rejoints par des pauvres d’origines diverses, provoque une émeute pour diverses raisons. En application du règlement du 2 mars, les non-propriétaires et les travailleurs sans résidence fixe ne purent participer à l’élection des députés aux États généraux. L’émeute du 26 se dresse contre cette injustice, et une nouvelle assemblée a lieu le 31, qui permet aux ouvriers savonniers de voter. En outre, le marquis Louis de Thomassin de Peynier est assiégé dans le château de Peynier par 150 paysans qui l'obligent à renoncer, devant notaire, à tous ses droits seigneuriaux.
Jean-Luc, s'il reste un temps en bons termes avec les habitants de Trets, est placé sous surveillance à Paris en 1793. Quant à Antoine, en 1792, il accepte un temps de prendre le commandement de la Marine Royale à Brest, puis se rétracte et demande sa mise à la retraite. Entre 1793 et 1794, il est emprisonné plusieurs mois, alors qu'il avait juré plusieurs fois « d’être fidèle à la nation et de maintenir la liberté et l’égalité ou de mourir en la défendant ». Aucun des membres de la famille n'émigre, et le marquis Louis de Thomassin de Peynier meurt en 1794 à Aix.
Pendant la Révolution, la vie du village est troublée. L'église est fermée, et le culte continue en secret dans la chapelle du château[Quand ?]. Les cloches sont données à la "nation en danger" pour être fondues dans le cadre de l'effort de guerre. Les biens du clergé sont vendus comme bien nationaux. Ainsi, les bâtiments prieuraux, les chapelles Saint-Pierre, Sainte-Anne et Notre-Dame-de-Nazareth sont vendues. En 1797, des brigands assassinent un enfant une nuit, et sont pris en chasse et tués par les habitants.

### Époque contemporaine
Au XIXe siècle, les mines de charbon se développent, notamment dans le quartier du Jayet, ainsi que la fabrication de la chaux et du ciment. Entre 1873 et 1894, six fours à ciment (dans le Jayet et aux Michels) et deux fours à chaux (dans le vallon de l'Homme Mort) sont mis en service. Ce sont des fours permanents, fonctionnant sans interruption. Si ceux du vallon de l'Homme Mort semblent avoir été alimentés en combustible à partir de la forêt et de la garrigue environnante, ceux du Jayet ont utilisé le charbon des mines voisines. La production de ciment était ensuite acheminée dans des usines, notamment celle de l'entreprise Tassy à Trets. En 1911, la production de chaux et de ciment couvre une surface de 11 hectares sur la commune. Mais durant l'entre-deux-guerres, cette industrie disparait totalement.
Dès la fin du XVIIIe siècle et au cours du XIXe siècle, malgré le développement de ces industries, de nombreux Peyniérens partent à Marseille pour trouver du travail dans les savonneries.
En 1833 est construit l'Hôtel de Ville à l'emplacement de l'hôpital médiéval. Le cours devient alors la place principale du village, prolongée par l'avenue Saint-Éloi, où se trouvent les maréchaux-ferrants, tonneliers, menuisiers et forgerons. En 1864-1865 sont réalisés les travaux de captation des sources de Branguier et du Safre. Plusieurs fontaines sont alors installées dans le village (sur le Cours, devant le château et dans l'avenue Saint-Éloi). Plus tard, en 1866, une autre fontaine est construite dans la rue Basse. Plusieurs réservoirs sont construits (en 1864 près de la Poste actuelle, et en 1894 et 1905 à Sainte-Croix). En 1906, une canalisation est créée entre la fontaine ronde du Cours et le bas du village pour capter et réutiliser les eaux de la « surverse » de la fontaine pour alimenter le lavoir communal qui est alors bâti. Jusque-là, les femmes du village lavaient le linge au « Tomble » (trou d'eau au ruisseau de la Foux) ou à l'Arc (à la rivière ou au lavoir de Saint-Jean).
Le train arrive à la fin du XIXe siècle, avec la construction de la ligne de Carnoules à Gardanne, et l'électricité est installée en 1906. Mais déjà la population a énormément diminué, du fait de l'exode rural. La Première Guerre mondiale enlève également de nombreux enfants au village. Mais depuis la fin de la Seconde Guerre mondiale, la population augmente de nouveau. Jusqu'à la fin de l'entre-deux-guerres, l'école de garçons se tenait au rez-de-chaussée de l'Hôtel de Ville et celle de filles dans l'ancien local de la Poste. Une école privée existait également au château. Une école existait également au hameau des Michels. En juillet 1938, le nouveau groupe scolaire Jean-Jaurès, lequel regroupe les écoles laïques de filles et de garçons, est inauguré par le ministre de l'Éducation nationale Jean Zay, en présence de Vincent Delpuech, maire de Peynier, de Félix Gouin, alors député de la circonscription, et de Henri Tasso, député-maire de Marseille.
Durant la Seconde Guerre mondiale, de nombreux habitants de Marseille, appartenant parfois à des familles peyniérennes, viennent se réfugier au village. Après la défaite de 1940, 900 légionnaires ukrainiens des 21e, 22e et 23e régiments de marche de volontaires étrangers de la Légion étrangère, ayant rejoint le bataillon de marche intégré au Groupement du général de Mesmay, partent du dépôt de Sathonay (Ain) pour venir à Peynier et dans les villages alentour, où ils stationnent du 8 au 29 juillet 1940 avant d'être démobilisés à Fuveau. Ces légionnaires, qui avaient refusé d'intégrer une unité de l'armée polonaise constituée en France (l'Ukraine était divisée entre la Pologne et l'URSS), avaient choisi la Légion étrangère car ils étaient profondément attachés à leur patrie. De leur passage à Peynier, il reste plusieurs inscriptions gravées sur le Rocher de la Garenne, dont la flamme de la Légion étrangère et le blason de l'Ukraine (le trident ukrainien jaune sur fond bleu), ainsi qu'un vers d'Ivan Franko : Нам пора для України жить, « Il est temps pour nous de vivre pour l'Ukraine ».
Le village accueille de nombreux habitants de Marseille pendant la guerre, qui viennent se réfugier à la campagne à l'abri des bombardements et avec l'espoir de connaitre de meilleures conditions de vie qu'en ville (alimentation, etc.). Des troupes italiennes ont transité par le village, tandis que l'armée allemande occupe la commune à partir de novembre 1942, et réquisitionne plusieurs maisons pour y loger des officiers. Il n'y a pas eu de maquis sur la commune, mais plusieurs habitants ont participé à la Résistance en rejoignant les réseaux clandestins ou en fournissant de faux papiers. Cyrille Frégier (1902-1945) a rejoint l'Armée Secrète très tôt au cours de la guerre. En avril 1943, alors qu'il assurait la liaison du courrier, il est arrêté par les Allemands, emprisonné à Fresnes puis déporté en Allemagne. Après être passé par le camp de Buchenwald, il meurt au camp de concentration d'Ellrich en janvier 1945. Albéric Laurent, instituteur à l'école primaire Jean-Jaurès, n'hésite pas à cacher des « suspects » recherchés par la police de Vichy, ou encore à adhérer aux Mouvements unis de la Résistance (MUR) du pays d'Aix. Il faisait partie de toutes les missions risquées, notamment les parachutages, transports d'armes ou encore cache de fugitifs. En 1944, il est une des figures du maquis de Vauvenargues, qui participe à la libération d'Aix-en-Provence. Albéric Laurent s'engage ensuite dans le bataillon Provence pour continuer la lutte pour la libération de la France. C'est en Alsace, lors d'une mission de liaison, qu'il est touché par un obus puis succombe à ses blessures en janvier 1945 à l'âge de 34 ans.
Peynier est libéré le 20 août 1944 par les troupes alliées qui ont débarqué quelques jours plus tôt sur la côte. Le village s'apprête alors à traverser de nouvelles épreuves, du fait des divisions nées au sein de la population pendant l'occupation. Le maire Vincent Delpuech, sénateur depuis 1939, est démis de ses fonctions par arrêté préfectoral le 24 juillet 1944. C'est Henri Lombard, conseiller municipal, qui est élu maire à sa place. Vincent Delpuech est ensuite arrêté et incarcéré à la prison Saint-Pierre de Marseille car le Comité départemental de Libération des Bouches-du-Rhône le soupçonne de collaboration avec l'occupant. Le 20 juillet 1945, le Commissaire de la République à Marseille classe l'affaire sans suite tandis qu'en 1946, le Jury d'honneur de la République présidé par René Cassin, tout en reconnaissant à la fois le rôle de Vincent Delpuech dans la presse locale et nationale durant la guerre et l'aide qu'il a apporté à la Résistance, le rend à nouveau éligible.
L'eau courante a été installée en 1956, avec la construction des réservoirs des Michels et de la Blaque. La première station d'épuration est bâtie en 1960.

## Politique et administration

### Divisions administratives
La commune appartient à l'Arrondissement d'Aix-en-Provence. Depuis 2001, elle est intégrée à la communauté d'agglomération du pays d'Aix.

### Circonscriptions électorales
Depuis la réforme électorale de 2014, la commune appartient au canton de Trets.

### Liste des maires
Liste de l'ensemble des maires qui se sont succédé à la mairie de Peynier :

## Population et société

### Démographie
L'évolution du nombre d'habitants est connue à travers les recensements de la population effectués dans la commune depuis 1793. Pour les communes de moins de 10 000 habitants, une enquête de recensement portant sur toute la population est réalisée tous les cinq ans, les populations de référence des années intermédiaires étant quant à elles estimées par interpolation ou extrapolation. Pour la commune, le premier recensement exhaustif entrant dans le cadre du nouveau dispositif a été réalisé en 2005.

En 2022, la commune comptait 3 692 habitants, en évolution de +8,43 % par rapport à 2016 (Bouches-du-Rhône : +2,48 %, France hors Mayotte : +2,11 %).
| 1793 | 1800 | 1806 | 1821 | 1831  | 1836 | 1841 | 1846 | 1851  |
| ---- | ---- | ---- | ---- | ----- | ---- | ---- | ---- | ----- |
| 940  | 927  | 953  | 946  | 1 027 | 997  | 988  | 990  | 1 002 |

| 1856  | 1861  | 1866  | 1872  | 1876  | 1881 | 1886 | 1891 | 1896 |
| ----- | ----- | ----- | ----- | ----- | ---- | ---- | ---- | ---- |
| 1 040 | 1 087 | 1 040 | 1 047 | 1 005 | 755  | 692  | 645  | 654  |

| 1901 | 1906 | 1911 | 1921 | 1926 | 1931 | 1936 | 1946 | 1954 |
| ---- | ---- | ---- | ---- | ---- | ---- | ---- | ---- | ---- |
| 642  | 618  | 582  | 552  | 490  | 552  | 506  | 489  | 592  |

| 1962 | 1968 | 1975  | 1982  | 1990  | 1999  | 2005  | 2006  | 2010  |
| ---- | ---- | ----- | ----- | ----- | ----- | ----- | ----- | ----- |
| 690  | 819  | 1 160 | 1 741 | 2 475 | 2 779 | 2 900 | 2 956 | 2 943 |

| 2015  | 2020  | 2022  | - | - | - | - | - | - |
| ----- | ----- | ----- | - | - | - | - | - | - |
| 3 368 | 3 567 | 3 692 | - | - | - | - | - | - |

### Manifestations culturelles et festivités
Tous les ans sont organisées deux fêtes votives : celle de la Saint-Michel, en septembre, et celle de la Saint-Pierre, en juillet.

### Vie associative

#### Culture / Loisirs
Bridge Club, Foyer rural de Peynier, L'Estello di vènt, Litteralis, PEYNIER Fêtes, Bien vivre à Peynier

#### Sport
Association BMX Peynier, Ateliers Imag'in, Boule Peyniérenne, Foyer rural de Peynier, Football Club de Peynier, Olympique Peynier Loisir, Peynier Athletic Club, Tennis Club de Peynier, association Fadas de Peynier (Familles, Amis pour la découverte d’activités) qui organise les 24 heures de Peynier.

#### Musique
Atelier musical, DOREMI, Foyer rural de Peynier

#### Caritatif
Croix rouge, Secours catholique

#### Divers
Amicales du personnel, Anciens combattants, Leï très Pigno, Parents d'élèves

### Comité feux
Le Comité communal feux de forêts de la ville de Peynier est présidé depuis mars 2001 par Christian Burle, maire de Peynier, vice-président de la CAPA.
Le maire de Peynier a décidé de déléguer monsieur André Maunier, 2e adjoint au maire, délégué à l'environnement et à la forêt, pour gérer et administrer l'organisation du C.C.F.F. de la commune.
Cette organisation s'étend dans plusieurs domaines :
- organisation des patrouilles en relation avec les cadres ;
- direction et prise en charge des opérations de secours en matière de feux de forêts ;
- gestion du personnel ;
- relations avec les moyens de secours de la sécurité civile ;
- relations avec les fournisseurs radios et vestures du C.C.F.F. ;
- représentant titulaire de la commune lors des votes au sein des assemblées générales de l'A.D.C.C.F.F..

Le C.C.F.F. de la ville de Peynier, sous l'impulsion du maire et de son président délégué, a su se restructurer et se moderniser pour atteindre de nouveaux objectifs. En effet, la gestion du C.C.F.F. demande aujourd'hui une attention permanente qui se traduit par un suivi hebdomadaire des différentes actions à mener et à engager pour que les activités qui incombent au C.C.F.F. puissent se réaliser de façon optimale.
Le rôle du C.C.F.F de la ville de Peynier ne se limite plus à mettre en place des patrouilles durant la période estivale mais s'est développé avec un travail régulier important en amont (achat de matériel, préparation des véhicules, actions pédagogiques, équipement des membres, reconnaissances de pistes, rencontres avec les sapeurs-pompiers et les forestiers-sapeurs...).

### Personnalités liées à la commune
- Pons de Peynier, vicomte de Marseille à la fin du XIe-début du XIIe siècle.
- Jean Matheron de Salignac (mort en 1495), homme d’État, diplomate, magistrat et ami du roi René.
- Pierre Gassendi (1592-1655), philosophe, astronome, mathématicien et théologien, qui observe une aurore boréale à Peynier en 1621.
- Antoine d'Arbaud de Matheron (1602-1666), évêque de Sisteron.
- Louis de Thomassin de Peynier (1705-1794), marquis de Peynier, conseiller puis président à mortier au Parlement de Provence, intendant à la Martinique (1763-1771 et 1780-1785) et à la Guadeloupe (1775-1780).
- Antoine de Thomassin de Peinier (1731-1809), chef d'escadre pendant la guerre d'indépendance des États-Unis, commandant de la flotte de Brest en 1787, gouverneur de Saint-Domingue de 1789 à 1790.
- Vincent Delpuech (1888-1966), journaliste et homme politique français, sénateur, maire de la commune.
- Darcelys (1900-1973), de son vrai nom Marcel Domergue, acteur et chanteur de music-hall, marié à une habitante de Peynier, et inhumé au cimetière de la commune.
- Albéric Laurent, résistant (lieutenant des F.F.I) et instituteur sur la commune, marié à une habitante de Peynier.
- Vincent Roux (1928-1991), peintre, ayant résidé sur la commune à partir de 1960.
- Georges Neri (né en 1938), acteur.

### Héraldique
| Armes de Peynier | Les armes peuvent se blasonner ainsi : D'azur à trois pommes de pin d'or. |

## Économie
La commune fait partie de la zone d'appellation Côtes-de-provence Sainte-Victoire.

## Culture et patrimoine

### Lieux et monuments

#### Monuments laïques

##### Le château
Le château de Peynier constitue l'élément principal de l'architecture du village. Construit au milieu du XVIe siècle par un Matheron (famille de seigneurs de Peynier), il est typique de l'architecture de la Renaissance provençale. Deux grandes tours rondes flanquent la façade principale, lesquelles étaient percées à l'époque de fenêtres à croisées. Dans la petite cour, un M formé au sol par des briques au milieu de la calade rappelle le nom de Matheron. Le château passe ensuite à la famille Isoard de Chênerilles puis aux d'Arbaud de Matheron, avant de devenir la propriété des Thomassin de Peynier au milieu du XVIIe siècle.
Au XVIIIe siècle, le marquis Louis de Thomassin de Peynier le réaménage entièrement. Il fait faire des décors de gypseries dans les salons, fait réaménager les jardins en y ajoutant un magnifique portail monumental en 1769 (date gravée sur le pilier). L'intérieur a conservé une partie de son escalier monumental (similaire à ceux que l'on trouve dans les hôtels particuliers aixois) et un plafond à la française dans le grand salon, ainsi que des cheminées en marbres.
Le château reste la propriété des Thomassin de Peynier et de leurs descendants jusqu'en 1933, date à laquelle il est vendu à l'archevêché d'Aix. Il abrite aujourd'hui une école d'enseignement privé. Récemment, il a été racheté par la commune.

##### Le village médiéval
Le village a conservé de nombreux vestiges du Moyen Âge. Outre le chevet roman au bas du clocher, il faut signaler la présence du donjon de la fin du XIIe siècle, intégré à une maison de la rue de Provence et de l'impasse des Remparts. L'ancien presbytère, grande demeure munie d'une terrasse sur la place de l'Église, est en fait une partie de l'ancien château de Clastre, qui abritait le prieuré de Saint-Julien, dépendant de l'abbaye de Saint-Victor. Il possède encore des éléments d'architecture médiévale, notamment un fragment d'arc à côté de la porte d'entrée, des encadrements de fenêtres...
Les remparts sont en partie conservés. On en voit une partie dans la rue des Remparts et dans la rue de Provence. C'est le rempart des XIIe et XIIIe siècles, muni de tours au XIVe siècle. Les maisons de l'avenue Saint-Eloi forment comme une ceinture autour du village. Elles sont en fait le vestige du second rempart, construit au XIVe siècle, du temps des épidémies de peste et de la guerre de Cent Ans. Le village possédait alors trois portes fortifiées, mais toutes ont disparu.
La rue Jeoffroy est l'une des plus anciennes de Peynier. De nombreuses maisons remontent au Moyen Âge. L'une d'entre elles, au no 17, date du XIVe siècle. Certaines possèdent des arcs en pierres de taille dans leur cave.
De l'époque médiévale datent également plusieurs édifices hors du village. C'est le cas du puits de Cordeù sur les bords du ruisseau de la Badarusse, mentionné dès le XVe siècle. La bastide Saint-Jean, sur la route de Rousset, remonterait au XIIIe siècle. Il semble que ce soit une ferme fortifiée.

##### Les pigeonniers
Peynier possède un nombre de pigeonniers exceptionnellement élevé en haute vallée de l'Arc. L'un d'entre eux, le pigeonnier de le Ferrage, derrière le jeu de boules, est mentionné dès le XVIe siècle. Il était alors la propriété des seigneurs et faisait partie du domaine du château. Il a la particularité d'être le seul pigeonnier de tout le sud-est de la France à avoir été bâti sur quatre piliers (aujourd'hui, l'espace entre ces piliers a été fermé, mais on distingue bien les arcades formées par les piliers).

#### Monuments religieux

##### L'église Saint-Julien
L'église paroissiale Saint-Julien est citée pour la première fois dans les biens de l'abbaye de Saint-Victor de Marseille en 1079, puis de nouveau en 1098 avec ses sœurs les chapelles Saint-Pierre et Saint-Victor. De cette époque, elle ne conserve qu'une muraille au bas du clocher. Au XIIe siècle, elle est entièrement reconstruite. Le chevet roman constitue aujourd'hui la base du clocher.
À la fin du XVIIe siècle, la nef est reconstruite dans un style baroque. Une nouvelle porte est bâtie, visible encore aujourd'hui dans une ruelle latérale. Le clocher est construit en 1711-1713. Mais il reste inachevé et est ensuite doté d'un campanile. Enfin, en 1786, un nouvel agrandissement a lieu avec la construction du collatéral Notre-Dame. Au XIXe siècle, l'orientation est inversée. Deux portes sont aménagées sur la place de l'Église, tandis que les deux anciennes sont murées. Le chœur est alors transféré à l'ouest de l'édifice.
Au XVIIIe siècle, un balcon et une porte aménagés dans l'église permettaient aux seigneurs de venir assister à l'office directement de leur château sans passer par les rues. Les membres de la famille des Thomassin de Peynier avaient fait aménager leur tombe dans la chapelle latérale Saint-Joseph. En 1787, leur descendant Louis de Thomassin de Peynier, Marquis, fait ériger une plaque en l'honneur de ses ancêtres. Brisée à la Révolution, elle a été reconstituée et scellée dans un pilier à la fin du XIXe siècle La tombe des seigneurs se trouve aujourd'hui sous la sacristie.
Le clocher, doté de quatre cloches, dont un bourdon de 1694 classé monument historique, veille sur les maisons et les ruelles pittoresques du village.

##### La chapelle Saint-Pierre

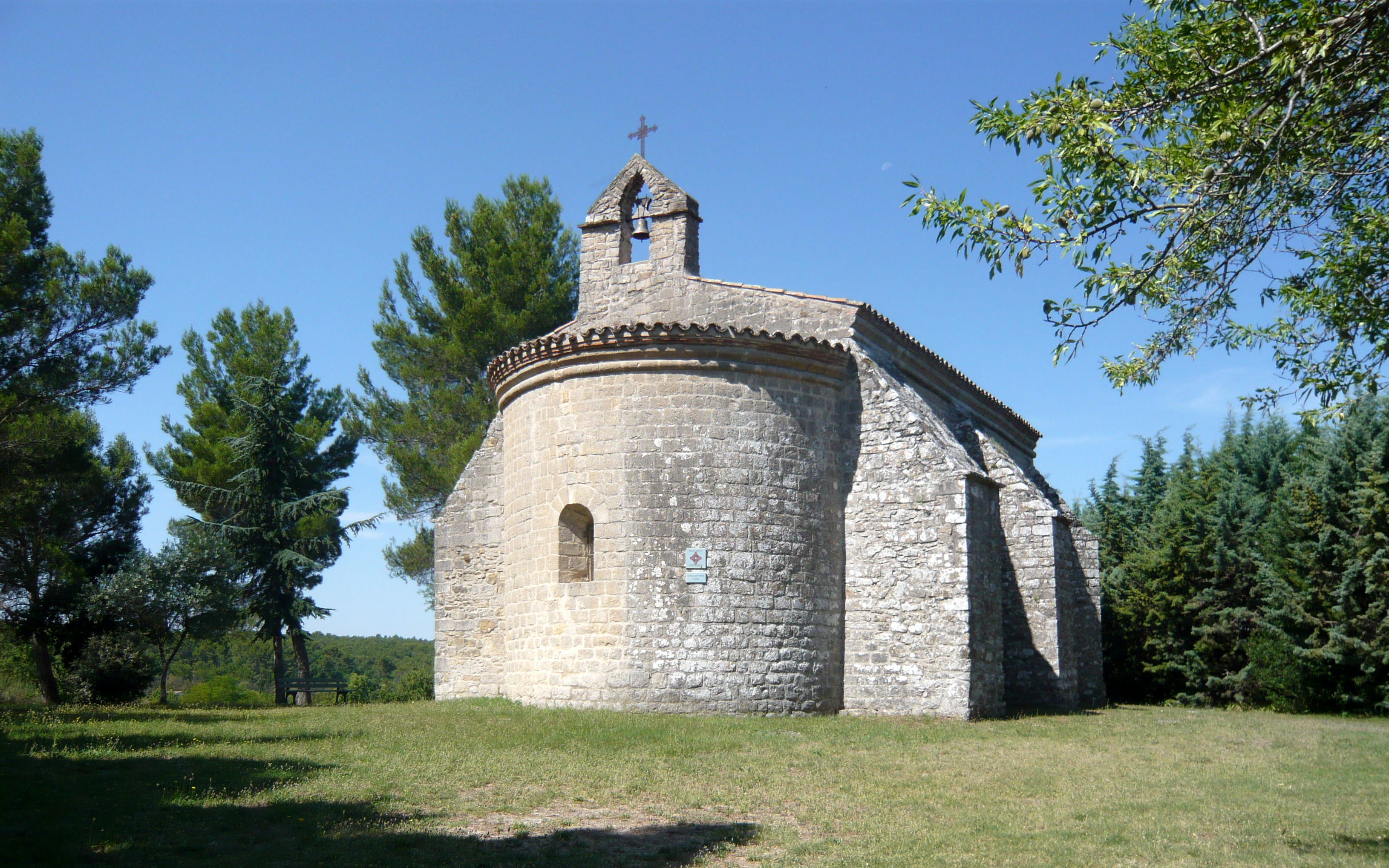
La chapelle Saint-Pierre,.

La chapelle Saint-Pierre, classée monument historique, est édifiée derrière l'actuel cimetière, sur un tertre bien dégagé.
En 1098, elle est citée dans les biens de l'abbaye de Saint-Victor de Marseille. Elle est reconstruite au XIIe siècle dans un style architectural de transition entre l'art roman et l'art gothique, comme en témoignent ses voûtes dites lombardes. Mais le plan respecte les canons de l'art roman provençal, avec une seule nef et une abside semi-circulaire à l'est. Du XIIe siècle, elle a conservé un bénitier.
Au XVIIe siècle, un ermite s'y installe. Entre 1734 et 1740, la chapelle est fermée car elle menace de s'effondrer. De puissants contreforts sont alors construits. Au XIXe siècle, elle est la propriété de la famille Maurin. Plusieurs membres de cette famille y sont enterrés, et quatre dalles funéraires sont conservées.
En 1720, lors de la grande peste de Marseille, les habitants de Peynier avaient fait vœu de venir en procession tous les ans à la chapelle si saint Pierre les protégeait de ce fléau. Il n'y a pas eu de victime de la peste à Peynier et depuis, une messe est dite chaque année à la chapelle, le dimanche qui suit la Saint-Pierre-ès-Liens, le 1er août. C'est à cette occasion qu'en 2003, une nouvelle cloche a été bénie et installée dans le petit clocher.

##### Les oratoires
De nombreux oratoires sont disséminés dans la campagne autour du village. Quelques niches se trouvent également dans les murs de certaines maisons du village. Un chemin des oratoires fait le tour du village, avec des oratoires dédiés à saint Pierre, saint Victor, saint Joseph... Au domaine de Branguier, un chemin de croix, composé de 14 stations oratoires. Il débute au pied de la chapelle Notre-Dame-de-Branguier, à proximité de laquelle se trouve également un oratoire dédié à la Vierge.

#### Espaces verts
- La Garenne

Lieu où tous les Peyniérens aiment se promener, faire du sport ou passer un bon moment. Cette base de loisirs boisée est dotée d'un stade de football, de courts de tennis, d'un parcours de santé, d'une salle pour les mariages, baptêmes, etc. (location auprès de la mairie), d'un sentier botanique (association l'Estello di Vènt), des tables pour pique-niquer, un barbecue, un dojo, des espaces pour jouer à la pétanque, un théâtre de verdure, etc. Le camping du Devançon se trouve à proximité.